# Brian Higgins
För musikproducenten se Brian Higgins (musikproducent).
Brian Michael Higgins, född 6 oktober 1959 i Buffalo, New York, är en amerikansk demokratisk politiker. Han var ledamot av USA:s representanthus 2005–2024.

## Biografi
Higgins studerade vid Buffalo State College. Han avlade 1984 kandidatexamen och 1985 masterexamen. Han avlade sedan 1996 MPA-examen vid Harvard Kennedy School. Han var ledamot av New Yorks delstatsförsamling, underhuset i New Yorks lagstiftande församling, 1999–2004.
Higgins besegrade knappt republikanen Nancy Naples i kongressvalet 2004. Han omvaldes nio gånger.